# Ň

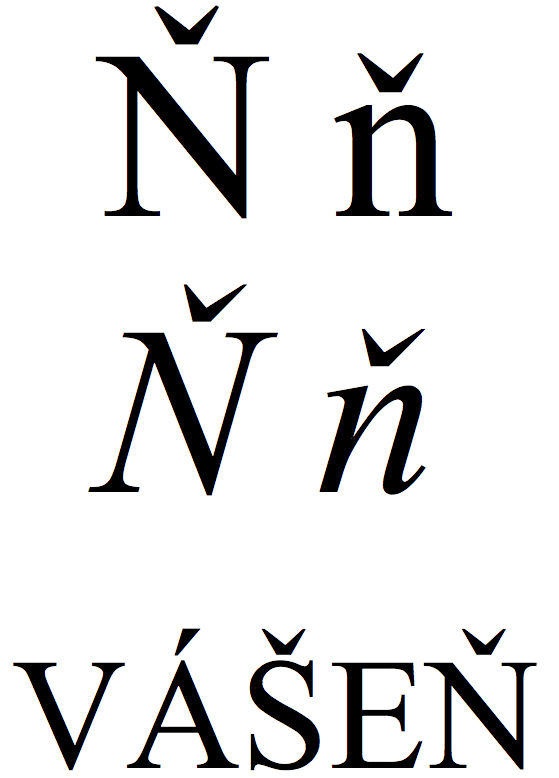

La Ň, minuscolo ň, è una lettera utilizzata dagli alfabeti ceco, slovacco e turkmeno.
Deriva dalla lettera N dell'alfabeto latino con l'aggiunta del segno háček.
È utilizzata per esprimere il suono nasale palatale, simile al serbo-croato nj, al polacco Ń, allo spagnolo Ñ e all'italiano gnomo.